# Una llum tímida
Una llum tímida és una obra de teatre musical bilingüe creada per l'Àfrica Alonso i Andrea Puig Doria i dirigida per la Marilia Samper. La història transcorre a l'Espanya franquista, a Barcelona, i té una durada de 100 minuts. Tracta sobre l'enamorament de dues professores durant aquesta època, els problemes que això els comporta i la memòria històrica de les lesbianes a Espanya. Aquest musical està inspirat en una història real, que va transcórrer en l’Espanya franquista.
El musical va obtenir el IV Premi Teatre Barcelona a Millor espectacle musical (temporada 2020 i 2021).

## Sinopsi
L'Isabel és una jove professora d'història que treballa en una escola a la Barcelona franquista. La història comença quan ella s'enamora de la professora de literatura de l'escola, la Carmen. Malgrat la Carmen no vol acceptar-ho al principi, entre les dues neix una bonica història d'amor. El primer problema arriba quan la família de la Carmen, de caràcter molt conservador, no accepta la seva relació amb una dona i, després d'intentar separar-les i no poder aconseguir-ho, internen la Carmen a un hospital de malalts psiquiàtrics per a curar-se de la seva "malaltia" (l'homosexualitat). Allà, la Carmen és sotmesa a teràpia electroconvulsiva per tal de ser guarida. Un temps després, Carmen decideix marxar de l'hospital i tornar a casa amb l'Isabel, deixant enrere la seva família i la seva feina. En tornar, ha de lluitar contra els efectes secundàris de la teràpia, però l'Isabel no la deixa de banda i la cuida tant com pot fins les últimes conseqüències.